# Залізниця Тегеран — Тебриз
Залізниця Тегеран — Тебриз — сполучає столицю Ірану з північним заходом країни, з відгалуженням до Туреччини та Автономної Республіки Нахічевань (Азербайджан).

## Опис
Маршрут є одноколійним, завдовжки 736 км зі стандартною колією, що використовується в Ірані. Був відкритий п'ятьма чергами в 1940 — 1958 роках.

## Розширення
Планується двоколійне розширення маршруту між Тегераном і Міане.
У складі цього розширення також відбувається нове будівництво дільниці Міане — Тебріз, також двоколійної, будівництво стартувало в 2000 році. На кінець 2010-х цей маршрут обходить Сехенд та навколишні гори по дузі, що прямує на південний захід. Об'їзд має бути спрямовано новим маршрутом через перевал поблизу Бостанабада. Нова лінія буде завдовжки 183 км і матиме дев'ять станцій. Нова лінія дозволить скоротити залізничне сполучення між Тегераном і Тебризом на 114 км і скоротить час у дорозі більш ніж наполовину (зараз: 12½ годин, в майбутньому: 6 годин).
27 листопада 2019 року  президент Хассан Рохані відкрив Південну ділянку нової лінії між Міане і Бостанабадом. Решта 71 км між Бостанабадом до Тебризом має почати діяти в березні 2020 року.